# 埃拉斯蒂列罗
埃拉斯蒂列罗，是西班牙坎塔布里亚的一个市镇。总面积7平方公里，总人口14353人（2001年），人口密度2050人/平方公里。